# Thomas Edison
Thomas Alva Edison (11 de fevereiro de 1847 – 18 de outubro de 1931) foi um inventor e empresário norte-americano. Ele desenvolveu muitos dispositivos em áreas como geração de energia elétrica, comunicação em massa, gravação de som e cinema. Essas invenções, que incluem o fonógrafo, a câmera de cinema e versões iniciais da lâmpada incandescente, tiveram um impacto generalizado no mundo industrializado moderno. Ele foi um dos primeiros inventores a aplicar os princípios da ciência organizada e do trabalho em equipe ao processo de invenção, colaborando com muitos pesquisadores e funcionários. Ele estabeleceu o primeiro laboratório de pesquisa industrial.
Edison foi criado no Meio-Oeste dos Estados Unidos. No início de sua carreira, trabalhou como operador de telégrafo, o que inspirou algumas de suas primeiras invenções. Em 1876, ele estabeleceu sua primeira instalação laboratorial em Menlo Park, Nova Jersey, onde muitas de suas primeiras invenções foram desenvolvidas. Mais tarde, ele estabeleceu um laboratório botânico em Fort Myers, Flórida, em colaboração com os empresários Henry Ford e Harvey S. Firestone, e um laboratório em West Orange, Nova Jersey, que incluía o primeiro estúdio de cinema do mundo, o Black Maria. Com 1 093 patentes americanas em seu nome, além de patentes em outros países, Edison é considerado o mais prolífico inventor da história dos Estados Unidos. Edison se casou duas vezes e teve seis filhos. Ele morreu em 1931 devido a complicações do diabetes.

## Primeiros anos

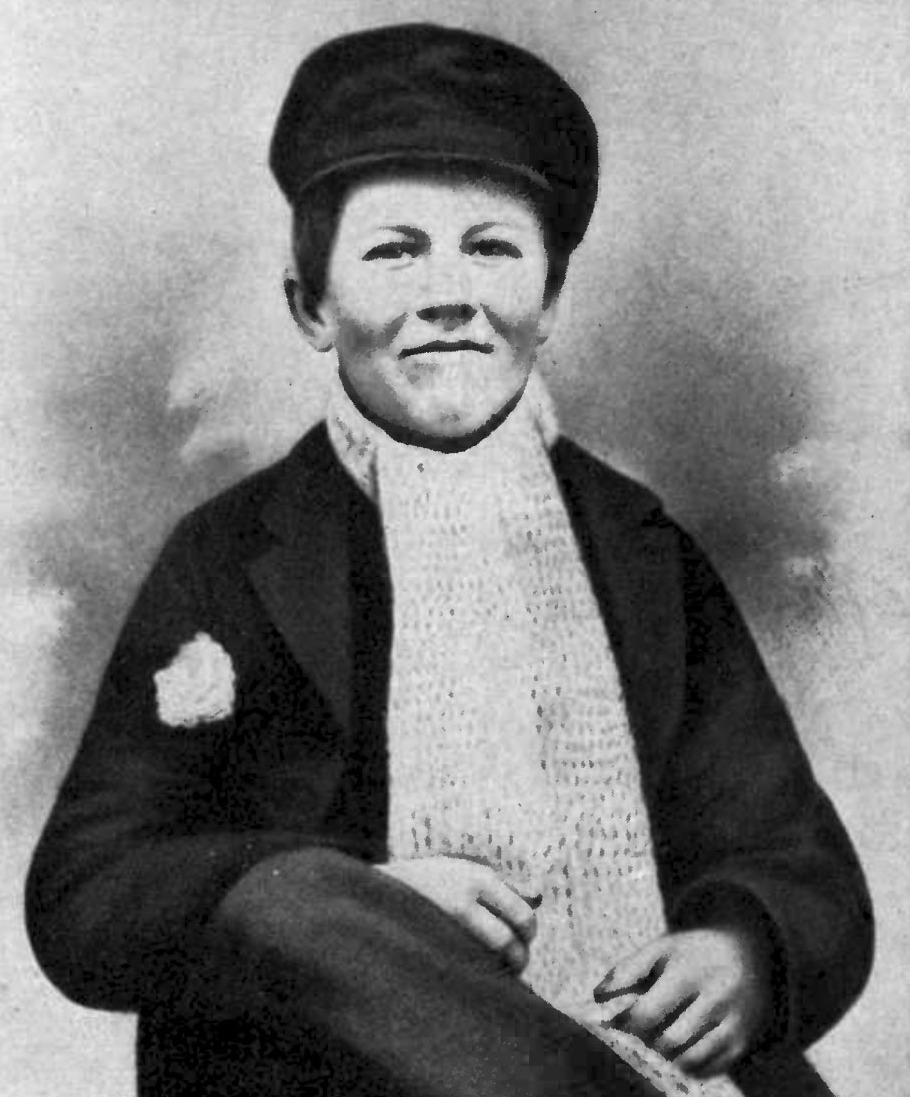
Edison em 1861

Thomas Edison nasceu em 1847 em Milan, Ohio, mas cresceu em Port Huron, Michigan, para onde sua família se mudou em 1854. Ele foi o sétimo e último filho de Samuel Ogden Edison Jr. (1804–1896, nascido em Marshalltown, Nova Escócia) e Nancy Matthews Elliott (1810–1871, nascida em Condado de Chenango, Nova York). Sua linhagem paterna era de origem neerlandesa por meio de Nova Jersey; o sobrenome originalmente era "Edeson".
Seu bisavô, o legalista John Edeson, fugiu de Nova Jersey para a Nova Escócia em 1784. A família mudou-se para o Condado de Middlesex, Alto Canadá, por volta de 1811, e seu avô, o capitão Samuel Edison Sr., serviu na 1ª Milícia de Middlesex durante a Guerra de 1812. Seu pai, Samuel Edison Jr., mudou-se para Viena, Ontário, e fugiu para Ohio após seu envolvimento na Rebelião de 1837.
Edison foi ensinado a ler, escrever e aritmética por sua mãe, uma ex-professora. Ele frequentou a escola por apenas alguns meses. No entanto, um biógrafo o descreveu como uma criança muito curiosa que aprendia a maioria das coisas lendo por conta própria. Quando criança, ele ficou fascinado pela tecnologia e passava horas trabalhando em experimentos em casa.
Edison desenvolveu problemas auditivos aos 12 anos. A causa de sua surdez foi atribuída a um caso de escarlatina durante a infância e infecções recorrentes não tratadas no ouvido médio. Posteriormente, ele inventou histórias elaboradas sobre a causa de sua surdez. Ele era completamente surdo de um ouvido e quase não ouvia do outro. Alega-se que Edison ouvia um toca-discos ou piano prendendo os dentes na madeira para absorver as ondas sonoras em seu crânio. Conforme envelhecia, Edison acreditava que sua perda auditiva o ajudava a evitar distrações e a se concentrar mais facilmente em seu trabalho. Historiadores e profissionais médicos modernos sugeriram que ele pode ter tido TDAH.
Sabe-se que no início de sua carreira ele se matriculou em um curso de química na The Cooper Union for the Advancement of Science and Art para apoiar seu trabalho em um novo sistema de telegrafia com Charles Batchelor. Isso parece ter sido sua única matrícula em cursos em uma instituição de ensino superior.

## Carreira inicial
Thomas Edison começou sua carreira como vendedor de jornais, vendendo jornais, doces e vegetais em trens que iam de Port Huron a Detroit. Aos 13 anos, ele já lucrava US$ 50 por semana, a maior parte dos quais era usada para comprar equipamentos para experimentos elétricos e químicos. Aos 15 anos, em 1862, ele salvou Jimmie MacKenzie, de 3 anos, de ser atingido por um trem desgovernado. O pai de Jimmie, o agente ferroviário J. U. MacKenzie de Mount Clemens, Michigan, ficou tão grato que treinou Edison como operador de telégrafo. O primeiro emprego de Edison como telegrafista fora de Port Huron foi em Stratford Junction, Ontário, na Grand Trunk Railway. Ele também estudou análise qualitativa e conduziu experimentos químicos até deixar o emprego, preferindo ser demitido após ser responsabilizado por um quase acidente entre dois trens.
Edison obteve o direito exclusivo de vender jornais na estrada e, com a ajuda de quatro assistentes, compôs e imprimiu o Grand Trunk Herald, que vendia junto com seus outros jornais. Isso marcou o início da longa série de empreendimentos empresariais de Edison, pois ele descobriu seu talento como empresário. Por fim, seu empreendedorismo foi central para a formação de cerca de 14 empresas, incluindo a General Electric, anteriormente uma das maiores empresas de capital aberto do mundo.
Em 1866, aos 19 anos, Edison mudou-se para Louisville, Kentucky, onde, como funcionário da Western Union, trabalhou no serviço de notícias da Associated Press. Edison pediu para trabalhar no turno da noite, o que lhe dava muito tempo para se dedicar a seus dois passatempos favoritos: ler e experimentar. Por fim, essa última ocupação custou-lhe o emprego. Certa noite em 1867, ele estava trabalhando com uma bateria de chumbo-ácido quando derramou ácido sulfúrico no chão. O ácido escorreu entre as tábuas do assoalho e caiu na mesa de seu chefe no andar de baixo. Na manhã seguinte, Edison foi demitido.
Sua primeira patente foi para o registrador elétrico de votos, Patente E.U.A. 90 646, concedida em 1º de junho de 1869. Como havia pouca demanda pela máquina, Edison mudou-se para Nova York pouco depois. Um de seus mentores nesses primeiros anos foi um colega telegrafista e inventor chamado Franklin Leonard Pope, que permitiu que o jovem empobrecido vivesse e trabalhasse no porão de sua casa em Elizabeth, Nova Jersey, enquanto Edison trabalhava para Samuel Laws na Gold Indicator Company. Pope e Edison fundaram sua própria empresa em outubro de 1869, atuando como engenheiros elétricos e inventores. Edison começou a desenvolver um sistema multiplex telegráfico, que podia enviar duas mensagens simultaneamente, em 1874.

## Laboratório de Menlo Park (1876–1886)

### Instalação de pesquisa e desenvolvimento

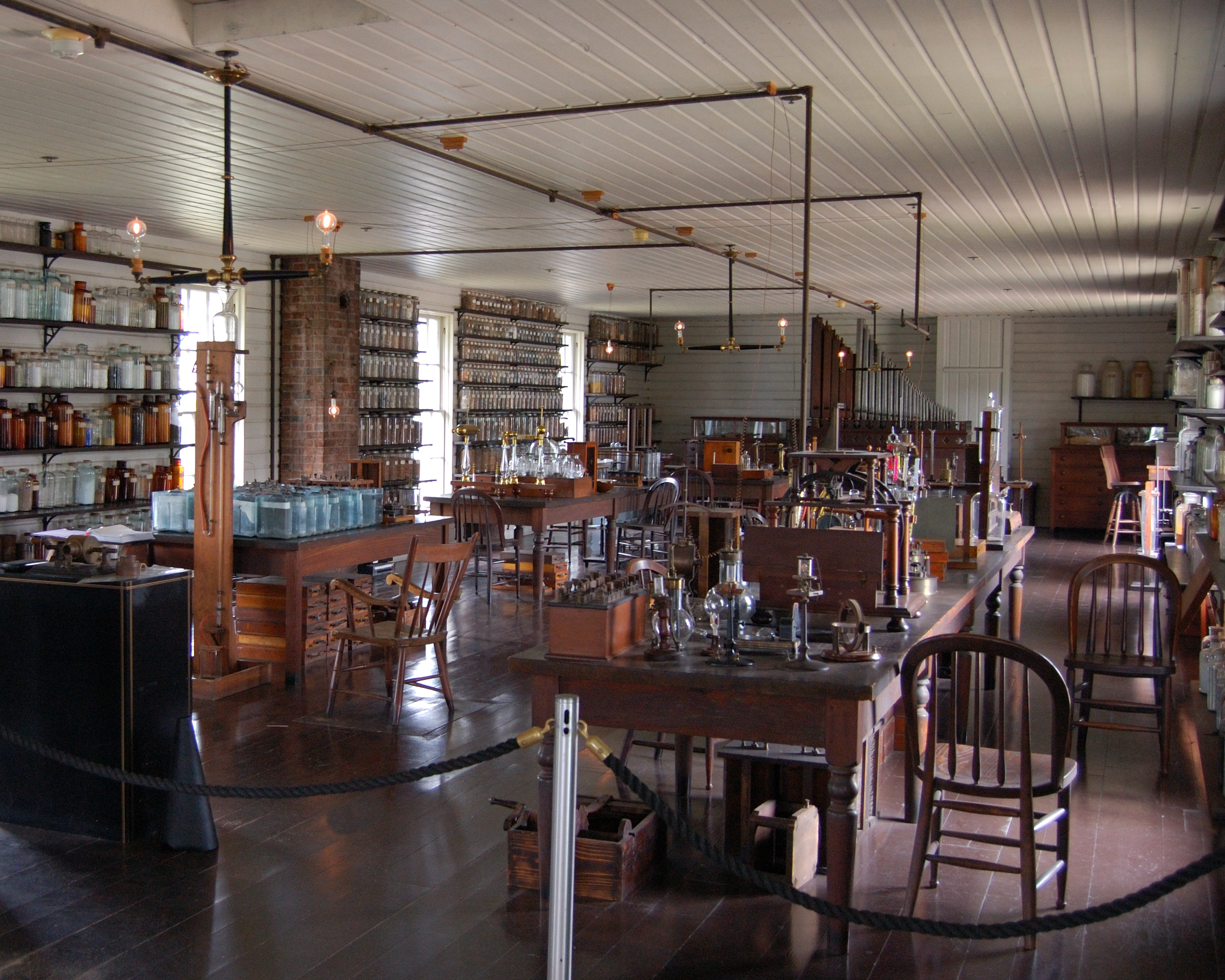
Laboratório de Menlo Park de Edison, reconstruído em Greenfield Village no Henry Ford Museum em Dearborn, Michigan

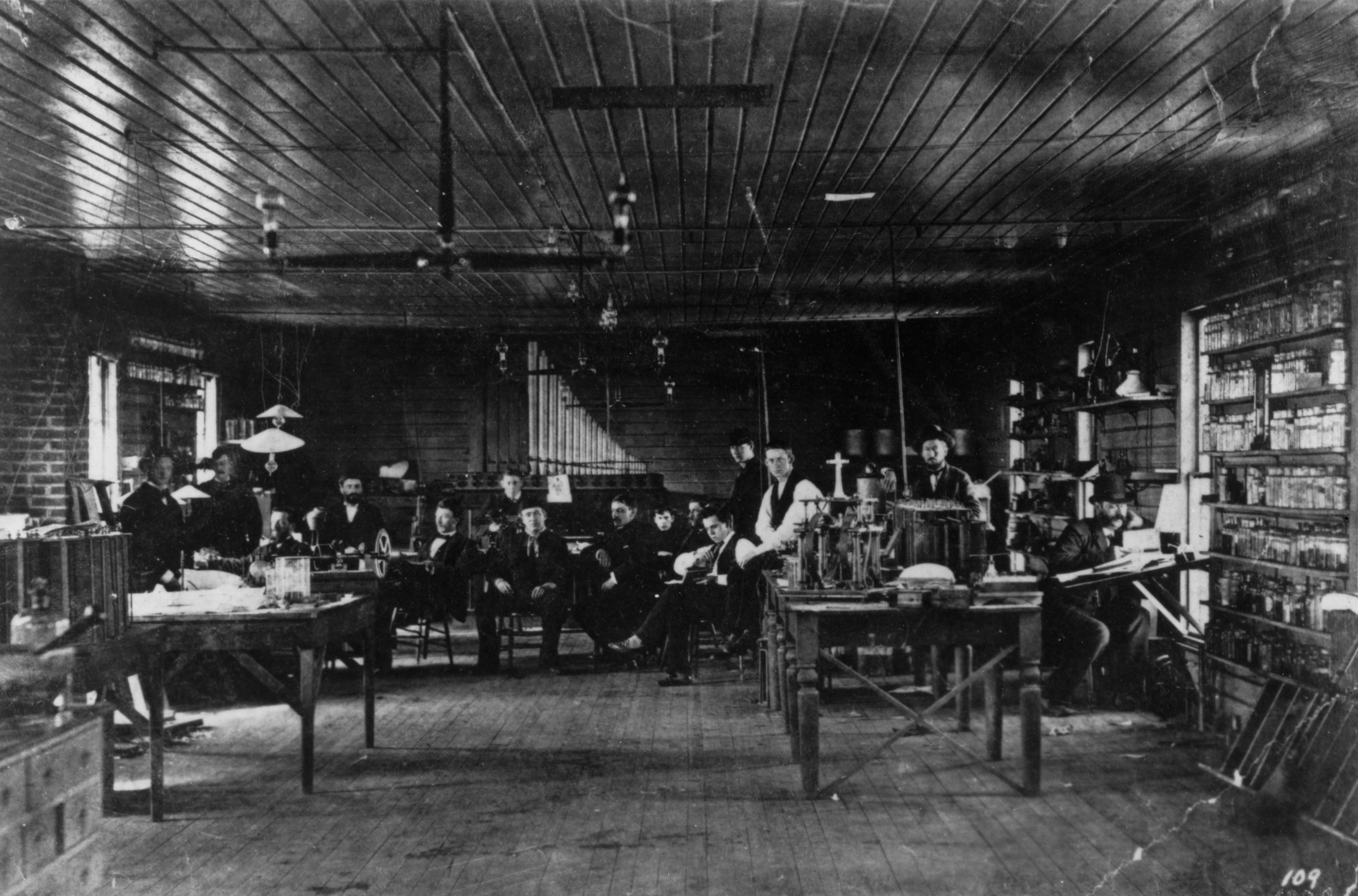
Laboratório de Menlo Park de Edison em 1880

A principal inovação de Edison foi a criação de um laboratório de pesquisa industrial em 1876. Ele foi construído em Menlo Park, uma parte de Raritan Township (agora chamada de Edison Township em sua homenagem) no Condado de Middlesex, Nova Jersey, com os recursos da venda do telégrafo quadruplex de Edison. Após sua demonstração do telégrafo, Edison não tinha certeza se seu plano original de vendê-lo por US$ 4 000 a US$ 5 000 estava correto, então pediu à Western Union para fazer uma oferta. Ele ficou surpreso ao receber uma oferta de US$ 10 000 (US$ 277 912 em 2024), que aceitou com gratidão. O telégrafo quadruplex foi o primeiro grande sucesso financeiro de Edison, e Menlo Park se tornou a primeira instituição criada com o propósito específico de produzir inovação e aprimoramento tecnológico constantes. Edison foi creditado legalmente pela maioria das invenções produzidas lá, embora muitos funcionários tenham conduzido pesquisa e desenvolvimento sob sua direção. Sua equipe geralmente recebia ordens para seguir suas instruções na condução de pesquisas, e ele os pressionava bastante para obter resultados.
William Joseph Hammer, um engenheiro elétrico consultor, começou a trabalhar para Edison e assumiu suas funções como assistente de laboratório em dezembro de 1879. Ele auxiliou em experimentos com o telefone, fonógrafo, ferrovia elétrica, separador de minério de ferro, iluminação elétrica e outras invenções em desenvolvimento. No entanto, Hammer trabalhou principalmente na lâmpada elétrica incandescente e foi encarregado dos testes e registros desse dispositivo.
Em 1880, ele foi nomeado engenheiro-chefe da Edison Lamp Works. Em seu primeiro ano, a fábrica, sob a gerência geral de Francis Robbins Upton, produziu 50 000 lâmpadas. Segundo Edison, Hammer foi "um pioneiro da iluminação elétrica incandescente". Frank J. Sprague, um matemático competente e ex-oficial da Marinha, foi recrutado por Edward H. Johnson e ingressou na organização de Edison em 1883. Uma das contribuições de Sprague para o Laboratório Edison em Menlo Park foi expandir os métodos matemáticos de Edison. Apesar da crença comum de que Edison não usava matemática, a análise de seus cadernos revela que ele era um usuário astuto da análise matemática conduzida por seus assistentes, como Francis Robbins Upton, por exemplo, determinando os parâmetros críticos de seu sistema de iluminação elétrica, incluindo a resistência da lâmpada por meio de uma análise da lei de Ohm, lei de Joule e economia.
Quase todas as patentes de Edison eram patentes de utilidade, protegidas por 17 anos e incluíam invenções ou processos de natureza elétrica, mecânica ou química. Cerca de uma dúzia eram patentes de desenho, que protegem um design ornamental por até 14 anos. Como na maioria das patentes, as invenções que ele descreveu eram melhorias em relação ao estado da técnica. A patente do fonógrafo, em contraste, foi inédita ao descrever o primeiro dispositivo a gravar e reproduzir sons.
Em pouco mais de uma década, o laboratório de Edison em Menlo Park havia se expandido para ocupar dois quarteirões. Edison disse que queria que o laboratório tivesse "um estoque de quase todos os materiais concebíveis". Um artigo de jornal publicado em 1887 revela a seriedade de sua afirmação, afirmando que o laboratório continha "oito mil tipos de produtos químicos, todos os tipos de parafusos fabricados, todos os tamanhos de agulhas, todos os tipos de cordas ou fios, cabelos de humanos, cavalos, porcos, vacas, coelhos, cabras, visons ... seda em todas as texturas, casulos, vários tipos de cascos, dentes de tubarão, chifres de veado, casco de tartaruga ... cortiça, resina, verniz e óleo, penas de avestruz, cauda de pavão, jato, âmbar, borracha, todos os minérios ..." e a lista continua.
Acima de sua mesa, Edison exibia um cartaz com a famosa citação de Sir Joshua Reynolds: "Não há expediente ao qual um homem não recorra para evitar o verdadeiro trabalho de pensar". Esse slogan supostamente estava afixado em vários outros locais do laboratório.
Em Menlo Park, Edison criou o primeiro laboratório industrial voltado para a criação de conhecimento e depois para o controle de sua aplicação. O nome de Edison está registrado em 1 093 patentes.

### Fonógrafo

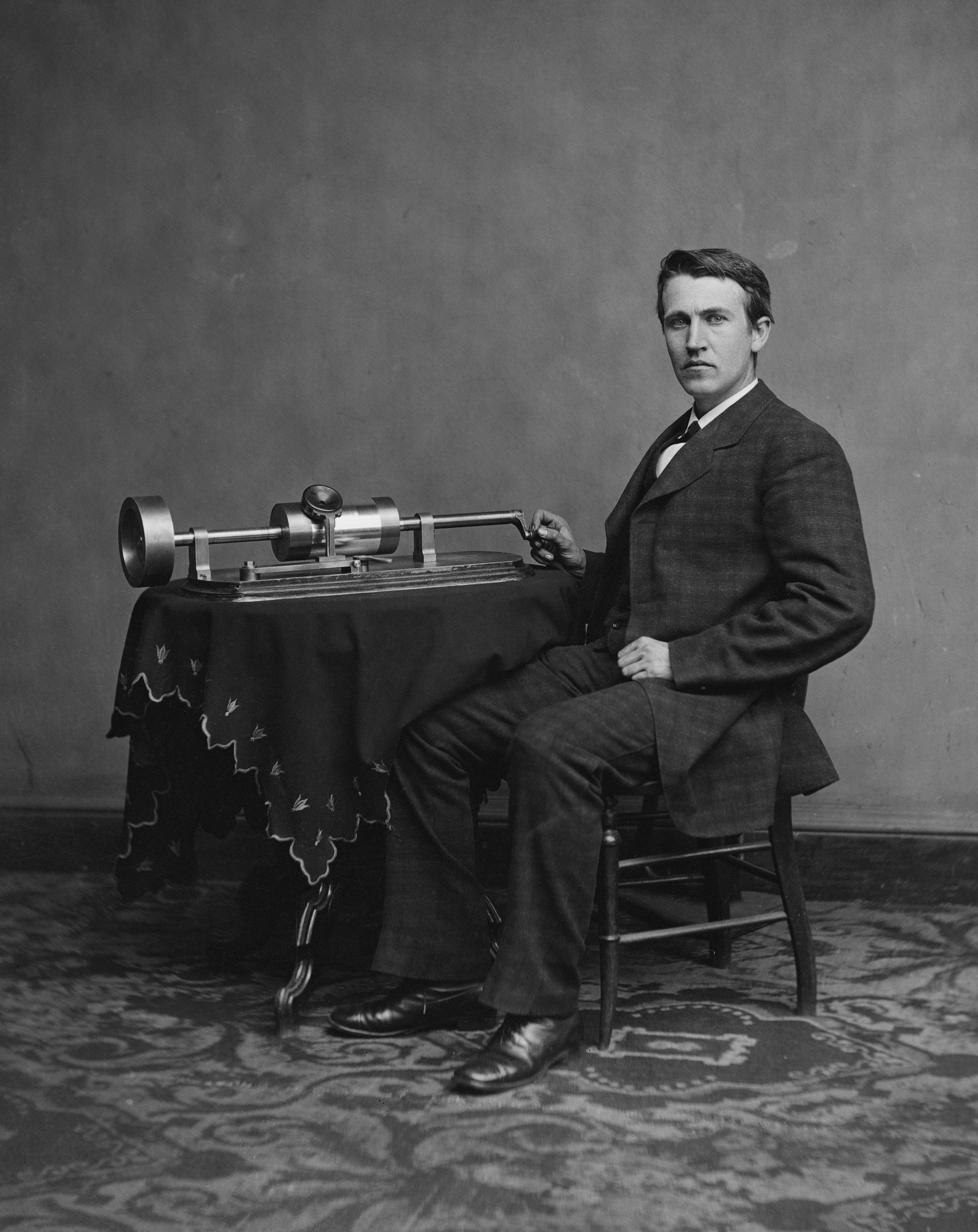
Edison com o segundo modelo de seu fonógrafo no estúdio de Mathew Brady em Washington, D.C., em abril de 1878

Edison iniciou sua carreira como inventor em Newark, Nova Jérsei, com o repetidor automático e outros dispositivos telegráficos aprimorados, mas a invenção que primeiro lhe trouxe notoriedade foi o fonógrafo em 1877. Essa conquista foi tão inesperada para o público em geral que parecia quase mágica. Edison ficou conhecido como "O Mago de Menlo Park".
Seu primeiro fonógrafo gravava em folhas de estanho em torno de um cilindro sulcado. Apesar da qualidade sonora limitada e das gravações poderem ser reproduzidas apenas algumas vezes, o fonógrafo tornou Edison uma celebridade. Joseph Henry, presidente da Academia Nacional de Ciências e um dos cientistas elétricos mais renomados dos EUA, descreveu Edison como "o inventor mais engenhoso deste país... ou de qualquer outro". Em abril de 1878, Edison viajou para Washington para demonstrar o fonógrafo perante a Academia Nacional de Ciências, congressistas, senadores e o presidente Hayes. The Washington Post descreveu Edison como um "gênio" e sua apresentação como "uma cena... que viverá na história". Embora Edison tenha obtido uma patente para o fonógrafo em 1878, ele fez pouco para desenvolvê-lo até que Alexander Graham Bell, Chichester Bell e Charles Tainter produziram um dispositivo semelhante ao fonógrafo na década de 1880, que usava cilindros de papelão revestidos de cera.

### Transmissor telefônico a carvão
Em 1876, Edison começou a trabalhar para melhorar o microfone para telefones (na época chamado de "transmissor"), desenvolvendo um microfone de carvão, que consiste em duas placas metálicas separadas por grânulos de carvão que mudam de resistência com a pressão das ondas sonoras. Uma corrente contínua constante passa entre as placas através dos grânulos, e a resistência variável resulta em uma modulação da corrente, criando uma corrente elétrica variável que reproduz a pressão variável da onda sonora.
Até então, os microfones, como os desenvolvidos por Johann Philipp Reis e Alexander Graham Bell, funcionavam gerando uma corrente fraca. O microfone de carvão funciona modulando uma corrente contínua e, subsequentemente, usando um transformador para transferir o sinal gerado para a linha telefônica. Edison foi um dos muitos inventores que trabalharam no problema de criar um microfone utilizável para telefonia, fazendo-o modular uma corrente elétrica que passava por ele. Seu trabalho foi concomitante com o transmissor de carvão de contato solto de Emile Berliner (que perdeu um caso de patente posterior contra Edison sobre a invenção do transmissor de carvão) e o estudo e artigo publicado por David Edward Hughes sobre a física dos transmissores de carvão de contato solto (trabalho que Hughes não se preocupou em patentear).
Edison usou o conceito do microfone de carvão em 1877 para criar um telefone aprimorado para a Western Union. Em 1886, Edison descobriu uma maneira de melhorar um microfone da Bell Telephone, que usava carvão moído de contato solto, ao perceber que ele funcionava muito melhor se o carvão fosse torrado. Esse tipo foi colocado em uso em 1890 e foi usado em todos os telefones, junto com o receptor Bell, até a década de 1980.

### Lâmpada elétrica

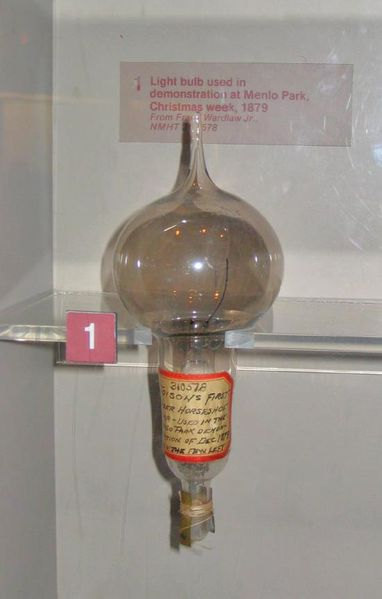
Primeiro modelo bem-sucedido de lâmpada de Edison, usado em demonstração pública em Menlo Park, dezembro de 1879

Em 1878, Edison começou a trabalhar em um sistema de iluminação elétrica, algo que ele esperava que pudesse competir com a iluminação a gás e óleo. Ele começou enfrentando o problema de criar uma lâmpada incandescente de longa duração, algo necessário para uso interno. No entanto, Thomas Edison não inventou a lâmpada. Em 1840, o cientista britânico Warren de la Rue desenvolveu uma lâmpada eficiente usando um filamento de platina enrolado, mas o alto custo da platina impediu que a lâmpada se tornasse um sucesso comercial. Muitos outros inventores também haviam criado lâmpadas incandescentes, incluindo a demonstração de um fio incandescente por Alessandro Volta em 1800 e invenções de Henry Woodward e Mathew Evans. Outros que desenvolveram lâmpadas elétricas incandescentes precoces e comercialmente inviáveis incluíram Humphry Davy, James Bowman Lindsay, Moses G. Farmer, William E. Sawyer, Joseph Swan e Heinrich Göbel.
Essas primeiras lâmpadas tinham falhas, como uma vida útil extremamente curta e a necessidade de uma corrente elétrica alta para operar, o que as tornava difíceis de aplicar em larga escala comercialmente.:217–218 Em suas primeiras tentativas de resolver esses problemas, Edison tentou usar um filamento feito de papelão, carbonizado com fuligem comprimida. Isso queimava muito rapidamente para fornecer luz duradoura. Ele então experimentou diferentes gramíneas e canas, como cânhamo e palmeira, antes de optar pelo bambu como o melhor filamento. Edison continuou tentando melhorar esse projeto e, em 4 de novembro de 1879, registrou a patente americana 223 898 (concedida em 27 de janeiro de 1880) para uma lâmpada elétrica usando "um filamento ou tira de carbono enrolado e conectado a fios de contato de platina".
A patente descreveu várias maneiras de criar o filamento de carbono, incluindo "fio de algodão e linho, lascas de madeira, papéis enrolados de várias maneiras". Foi apenas vários meses após a concessão da patente que Edison e sua equipe descobriram que um filamento de bambu carbonizado poderia durar mais de 1 200 horas.
As tentativas de evitar o escurecimento da lâmpada devido à emissão de carbono carregado do filamento quente culminaram em lâmpadas de efeito Edison, que redirecionavam e controlavam a misteriosa corrente unidirecional. A patente de 1883 de Edison para regulação de tensão é notavelmente a primeira patente americana para um dispositivo eletrônico devido ao seu uso de uma lâmpada de efeito Edison como um componente ativo. Cientistas subsequentes estudaram, aplicaram e eventualmente evoluíram as lâmpadas em válvulas termiônicas, um componente central da eletrônica analógica e digital do século XX.

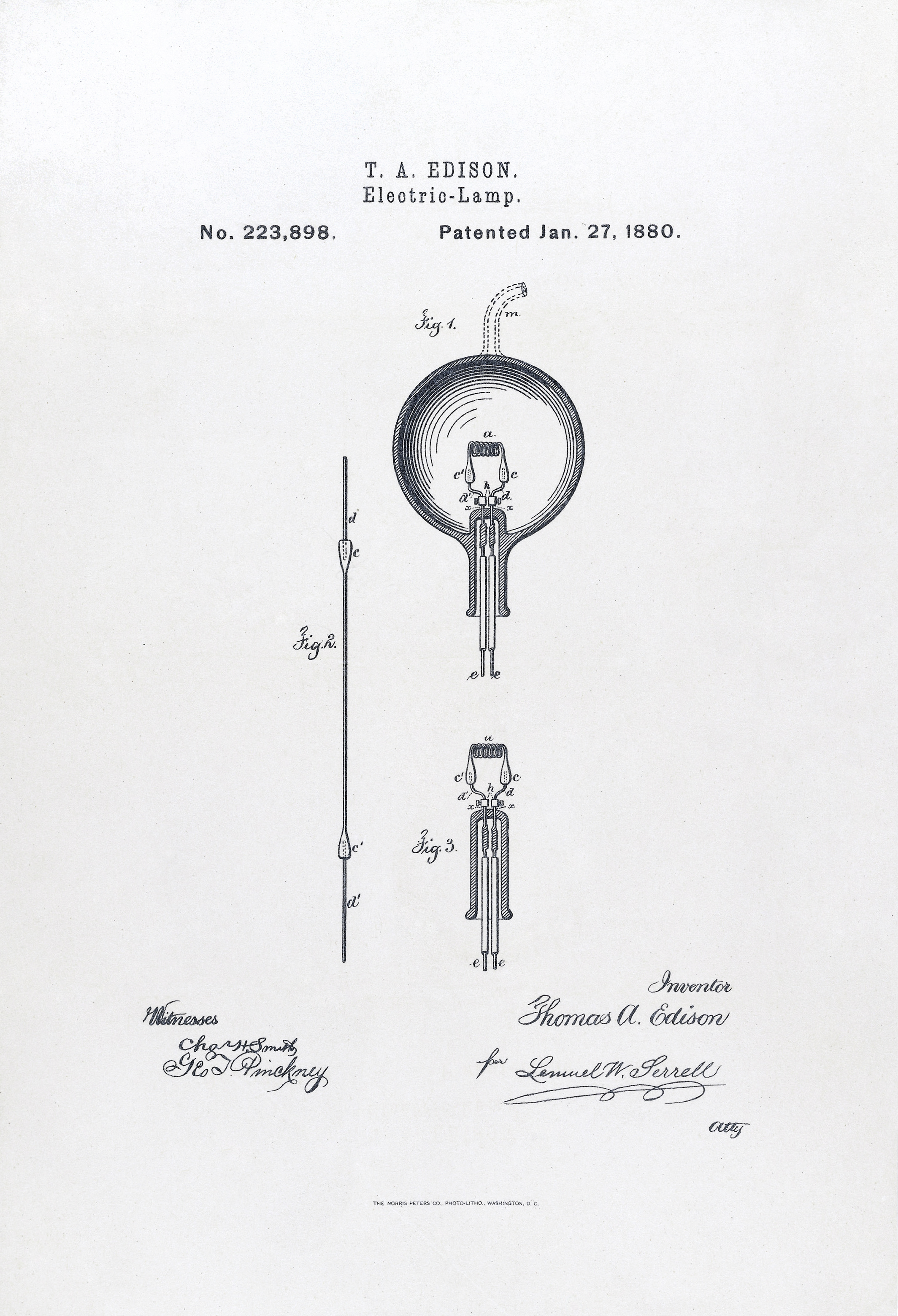
Patente dos EUA #223 898: Lâmpada Elétrica, concedida em 27 de janeiro de 1880

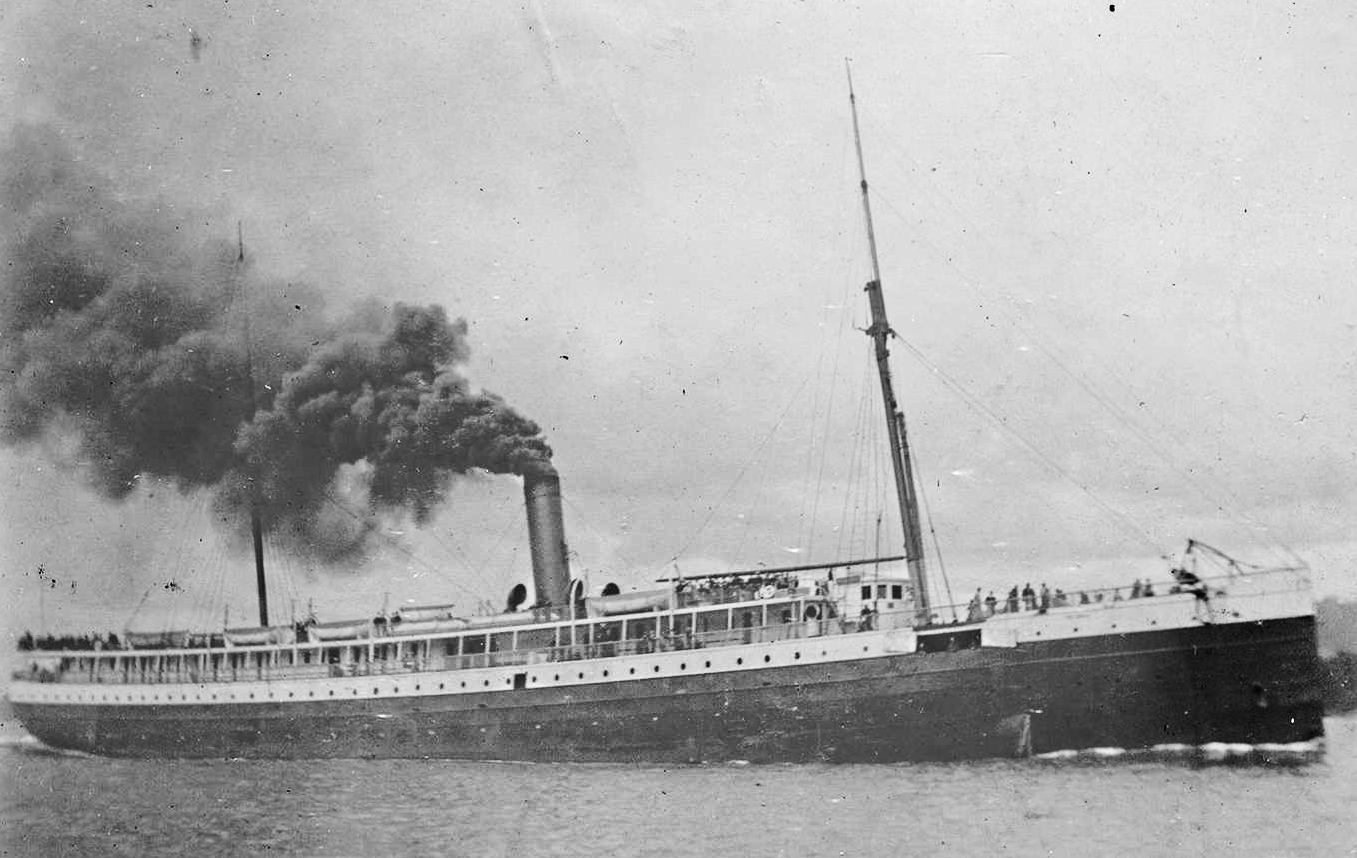
O novo navio a vapor da Oregon Railroad and Navigation Company, o Columbia, foi a primeira aplicação comercial da lâmpada incandescente de Edison em 1880.

Em 1878, Edison formou a Edison Electric Light Company em Nova York com vários financiadores, incluindo J. P. Morgan, Spencer Trask e membros da família Vanderbilt. Edison fez a primeira demonstração pública de sua lâmpada incandescente em 31 de dezembro de 1879, em Menlo Park. Foi durante esse tempo que ele disse: "Faremos a eletricidade tão barata que apenas os ricos queimarão velas".
Henry Villard, presidente da Oregon Railroad and Navigation Company, participou da demonstração de Edison em 1879. Villard ficou impressionado e pediu que Edison instalasse seu sistema de iluminação elétrica no novo navio a vapor de sua empresa, o Columbia. Apesar de hesitar inicialmente, Edison concordou com o pedido de Villard. A maior parte do trabalho foi concluída em maio de 1880, e o Columbia foi para Nova York, onde Edison e sua equipe instalaram o novo sistema de iluminação do Columbia. O Columbia foi a primeira aplicação comercial da lâmpada incandescente de Edison. O equipamento de Edison foi removido do Columbia em 1895.
Em 1880, Lewis Latimer, um desenhista e perito em litígios de patentes, começou a trabalhar para a United States Electric Lighting Company, dirigida pelo rival de Edison, Hiram S. Maxim. Enquanto trabalhava para Maxim, Latimer inventou um processo para fabricar filamentos de carbono para lâmpadas e ajudou a instalar sistemas de iluminação em larga escala em Nova York, Filadélfia, Montreal e Londres. Latimer detém a patente da lâmpada elétrica concedida em 1881 e uma segunda patente para o "processo de fabricação de carbonos" (o filamento usado em lâmpadas incandescentes), concedida em 1882.
Em 8 de outubro de 1883, o escritório de patentes dos EUA decidiu que a patente de Edison era baseada no trabalho de William E. Sawyer e, portanto, inválida. A litigação continuou por quase seis anos. Em 1885, Latimer mudou de lado e começou a trabalhar com Edison. Em 6 de outubro de 1889, um juiz decidiu que a reivindicação de melhoria da lâmpada elétrica de Edison para "um filamento de carbono de alta resistência" era válida. Para evitar uma possível batalha judicial com outro concorrente, Joseph Swan, que detinha uma patente britânica de 1880 sobre uma lâmpada elétrica incandescente semelhante, ele e Swan formaram uma empresa conjunta chamada Ediswan para fabricar e comercializar a invenção na Grã-Bretanha.
A lâmpada incandescente patenteada por Edison também começou a ganhar popularidade na Europa. O Teatro Mahen em Brno (na atual República Tcheca), inaugurado em 1882, foi o primeiro edifício público do mundo a usar as lâmpadas elétricas de Edison. Francis Jehl, assistente de Edison na invenção da lâmpada, supervisionou a instalação. Em setembro de 2010, uma escultura de três lâmpadas gigantes foi erguida em Brno, em frente ao teatro. As primeiras lâmpadas de Edison nos países nórdicos foram instaladas no salão de tecelagem da fábrica têxtil de Finlayson em Tampere, Finlândia, em março de 1882.
Em 1901, Edison participou da Exposição Pan-Americana em Buffalo, Nova York. Sua empresa, a Edison Manufacturing Company, foi encarregada de instalar as luzes elétricas nos vários edifícios e estruturas construídos para a exposição. À noite, Edison fez uma fotografia panorâmica dos edifícios iluminados.

### Distribuição de energia elétrica
Após criar uma lâmpada elétrica comercialmente viável em 21 de outubro de 1879, Edison desenvolveu uma "utilidade" elétrica para competir com as empresas de iluminação a gás existentes. Em 17 de dezembro de 1880, ele fundou a Edison Illuminating Company e, durante a década de 1880, patenteou um sistema de distribuição de eletricidade. A empresa estabeleceu a primeira concessionária de energia elétrica de capital aberto. Em 4 de setembro de 1882, na Pearl Street, em Nova York, seu sistema de distribuição de energia elétrica de 600 kW, a estação geradora Pearl Street Station, foi ligado, fornecendo 110 volts de corrente contínua (CC), inicialmente para 59 clientes no baixo Manhattan, rapidamente crescendo para 508 clientes com 10 164 lâmpadas. A usina foi desativada em 1895.
Oito meses antes, em janeiro de 1882, para demonstrar a viabilidade, Edison havia ligado a primeira usina geradora a vapor de 93 kW em Holborn Viaduct, em Londres. Este era um sistema de fornecimento de 110 V CC menor, eventualmente fornecendo 3 000 luzes de rua e várias residências particulares próximas, mas foi desativado em setembro de 1886 por ser antieconômico, já que ele não conseguiu expandir as instalações.
Em 19 de janeiro de 1883, o primeiro sistema padronizado de iluminação elétrica incandescente empregando fios aéreos entrou em serviço em Roselle, Nova Jérsei.

### Guerra das correntes

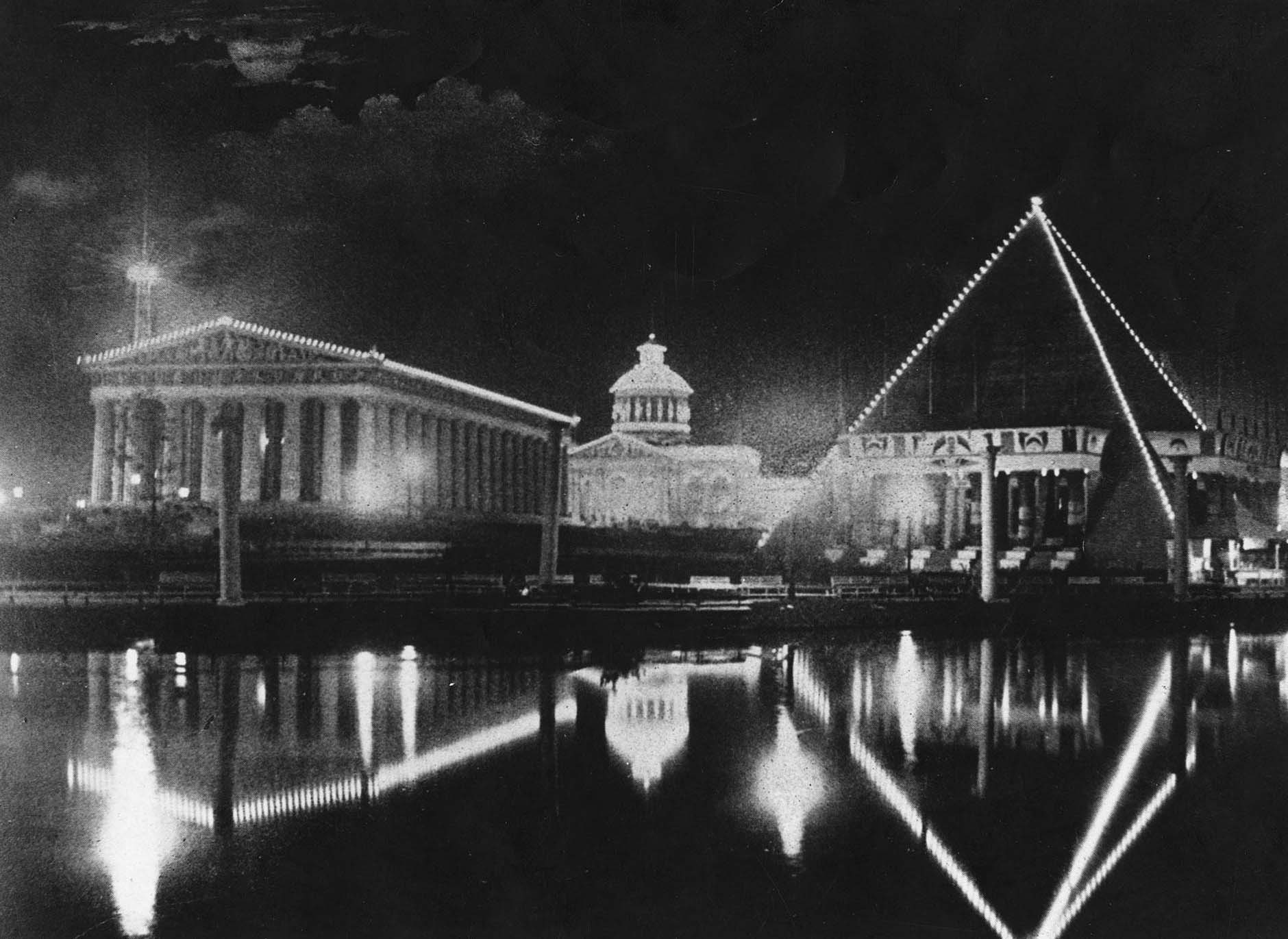
Exibições extravagantes de luzes elétricas rapidamente se tornaram uma característica de eventos públicos, como nesta imagem da Exposição Centenária e Internacional do Tennessee em 1897.

À medida que Edison expandia seu sistema de distribuição de energia em corrente contínua (CC), ele enfrentou forte concorrência de empresas que instalavam sistemas de corrente alternada (CA). Desde o início da década de 1880, os sistemas de iluminação por arco elétrico em CA para ruas e grandes espaços eram um negócio em expansão nos EUA. Com o desenvolvimento de transformadores na Europa e pela Westinghouse Electric nos EUA em 1885–1886, tornou-se possível transmitir CA por longas distâncias através de fios mais finos e baratos, e "reduzir" a tensão no destino para distribuição aos usuários. Isso permitiu que a CA fosse usada na iluminação pública e na iluminação para pequenos negócios e clientes domésticos, o mercado para o qual o sistema patenteadode lâmpadas incandescentes de baixa tensão em CC de Edison foi projetado. O império de CC de Edison sofria com uma de suas principais desvantagens: era adequado apenas para a alta densidade de clientes encontrada em grandes cidades. As usinas de CC de Edison não podiam entregar eletricidade a clientes a mais de uma milha da usina, deixando um mosaico de clientes sem serviço entre as usinas. Pequenas cidades e áreas rurais não podiam pagar por um sistema no estilo Edison, deixando uma grande parte do mercado sem serviço elétrico. As empresas de CA expandiram-se para preencher essa lacuna.
Edison expressou opiniões de que a CA era inviável e que as altas tensões usadas eram perigosas. Quando George Westinghouse instalou seus primeiros sistemas de CA em 1886, Thomas Edison atacou pessoalmente seu principal rival, afirmando: "Tão certo quanto a morte, Westinghouse matará um cliente dentro de seis meses após instalar um sistema de qualquer tamanho. Ele tem uma coisa nova e será necessário muito experimentação para fazê-lo funcionar praticamente." Muitas razões foram sugeridas para a postura anti-CA de Edison. Uma ideia é que o inventor não conseguia compreender as teorias mais abstratas por trás da CA e estava tentando evitar desenvolver um sistema que não entendia. Edison também parecia preocupado com a alta tensão de sistemas de CA mal instalados matando clientes e prejudicando as vendas de sistemas de energia elétrica em geral. A principal razão era que a Edison Electric baseou seu projeto em CC de baixa tensão, e mudar um padrão depois de ter instalado mais de 100 sistemas era, na mente de Edison, fora de questão. Até o final de 1887, a Edison Electric estava perdendo participação de mercado para a Westinghouse, que havia construído 68 usinas baseadas em CA contra 121 usinas baseadas em CC da Edison. Para piorar a situação de Edison, a Thomson-Houston Electric Company de Lynn, Massachusetts (outra concorrente baseada em CA) construiu 22 usinas.

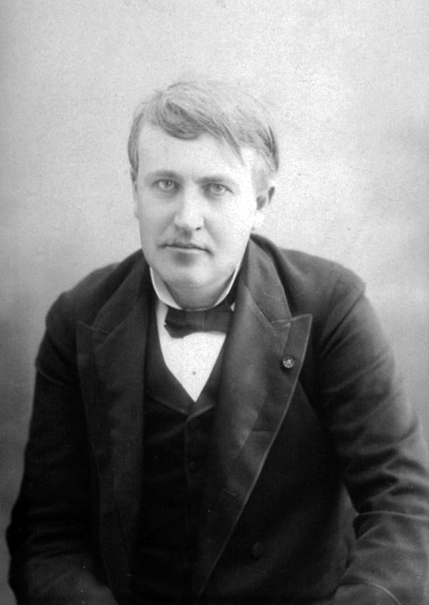
Edison em 1889

Paralelamente à crescente concorrência entre Edison e as empresas de CA, houve um clamor público crescente devido a uma série de mortes na primavera de 1888 causadas por linhas de corrente alternada de alta tensão montadas em postes. Isso se transformou em um frenesi da mídia contra a corrente alternada de alta tensão e as empresas de iluminação aparentemente gananciosas e insensíveis que a usavam. Edison aproveitou a percepção pública da CA como perigosa e uniu-se ao autodenominado cruzado anti-CA de Nova York, Harold P. Brown, em uma campanha de propaganda, ajudando Brown na eletrocução pública de animais com CA e apoiando legislação para controlar e limitar severamente as instalações e tensões de CA (a ponto de torná-la um sistema ineficaz de distribuição de energia) no que agora era chamado de "guerra das correntes". O desenvolvimento da cadeira elétrica foi usado na tentativa de retratar a CA como tendo um potencial letal maior que a CC e difamar a Westinghouse, com Edison conspirando com Brown e o principal rival da CA, a Thomson-Houston Electric Company, para garantir que a primeira cadeira elétrica fosse alimentada por um gerador da Westinghouse.
Edison estava sendo marginalizado em sua própria empresa, tendo perdido o controle majoritário na fusão de 1889 que formou a Edison General Electric. Em 1890, ele disse ao presidente Henry Villard que achava que era hora de se aposentar do negócio de iluminação e passou a se dedicar a um projeto de refino de minério de ferro que ocupou seu tempo. Os valores dogmáticos anti-CA de Edison não controlavam mais a empresa. Em 1889, as próprias subsidiárias da Edison Electric pressionavam para adicionar transmissão de energia em CA a seus sistemas, e em outubro de 1890, a Edison Machine Works começou a desenvolver equipamentos baseados em CA. A concorrência acirrada e as batalhas de patentes estavam drenando o dinheiro das empresas concorrentes, e a ideia de uma fusão estava sendo proposta nos círculos financeiros. A Guerra das Correntes terminou em 1892, quando o financista J.P. Morgan articulou uma fusão da Edison General Electric com sua principal rival baseada em corrente alternada, a Thomson-Houston Company, colocando o conselho da Thomson-Houston no comando da nova empresa chamada General Electric. A General Electric agora controlava três quartos do negócio elétrico dos EUA e competiria com a Westinghouse pelo mercado de CA. Edison serviu como figura decorativa no conselho de administração da empresa por alguns anos antes de vender suas ações.

## West Orange e Fort Myers (1886–1931)

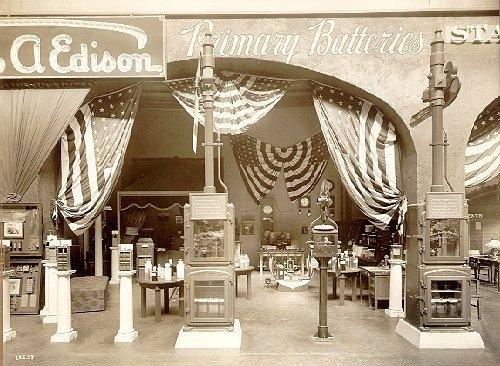
Exposição de Indústrias Thomas A. Edison, seção de baterias primárias, em 1915

Edison mudou-se de Menlo Park após a morte de sua primeira esposa, Mary, em 1884, e comprou uma casa conhecida como "Glenmont" em 1886 como presente de casamento para sua segunda esposa, Mina, em Llewellyn Park em West Orange, Nova Jersey. Em 1885, Thomas Edison comprou 13 acres de propriedade em Fort Myers, Flórida, por aproximadamente US$ 2 750 (equivalente a $ 93 256 em 2023) e construiu o que mais tarde foi chamado de Seminole Lodge como um retiro de inverno. A casa principal e a casa de hóspedes são representativas da arquitetura italianizante e do estilo rainha Ana. Os materiais de construção foram pré-cortados na Nova Inglaterra pela Kennebec Framing Company e pela Stephen Nye Lumber Company de Fairfield, Maine. Os materiais foram então enviados de barco e foram construídos a um custo de US$ 12 000 cada, incluindo o custo dos móveis interiores. Edison e Mina passaram muitos invernos em sua casa em Fort Myers, e Edison tentou encontrar uma fonte doméstica de borracha natural.
Devido às preocupações de segurança em torno da Primeira Guerra Mundial, Edison sugeriu a formação de um comitê de ciência e indústria para fornecer aconselhamento e pesquisa às forças armadas dos EUA, e ele chefiou o Naval Consulting Board em 1915.
Edison ficou preocupado com a dependência da América do fornecimento estrangeiro de borracha e estava determinado a encontrar uma fonte nativa de borracha. O trabalho de Edison com borracha ocorreu principalmente em seu laboratório de pesquisa em Fort Myers, que foi designado como um Marco Histórico Nacional da Química.
O laboratório foi construído depois que Thomas Edison, Henry Ford e Harvey S. Firestone reuniram US$ 75 000 para formar a Edison Botanical Research Corporation. Inicialmente, apenas Ford e Firestone contribuiriam com fundos para o projeto, enquanto Edison faria toda a pesquisa. Edison, no entanto, desejava contribuir com US$ 25 000 também. Edison realizou a maior parte da pesquisa e do plantio, enviando resultados e resíduos de borracha para seu laboratório em West Orange. Edison empregou uma extração ácido-base em duas etapas para derivar látex do material vegetal após ser seco e triturado em pó. Depois de testar 17 000 amostras de plantas, ele finalmente encontrou uma fonte adequada na planta Goldenrod. Edison escolheu a Solidago leavenworthii, também conhecida como Goldenrod de Leavenworth. A planta, que normalmente cresce cerca de 0,9–1,2 metros de altura com um rendimento de látex de 5%, foi adaptada por Edison através de cruzamento para produzir plantas com o dobro do tamanho e com um rendimento de látex de 12%.
Durante a Exposição Elétrica de Nova York de 1911, Edison disse aos representantes da indústria do cobre que era uma pena não ter um "pedaço dele". Os representantes decidiram presentear um pé cúbico de cobre sólido pesando 486 libras com sua gratidão inscrita nele em reconhecimento por seu papel no "estímulo contínuo na indústria do cobre".

## Outras invenções e projetos

### Fluoroscopia
Edison é creditado com o projeto e produção do primeiro fluoroscópio comercialmente disponível, uma máquina que usa raios X para fazer radiografias. Até que Edison descobrisse que as telas de fluoroscopia de tungstato de cálcio produziam imagens mais brilhantes do que as telas de platinocianeto de bário originalmente usadas por Wilhelm Röntgen, a tecnologia era capaz de produzir apenas imagens muito fracas.
O projeto fundamental do fluoroscópio de Edison ainda está em uso hoje, embora Edison tenha abandonado o projeto depois de quase perder sua própria visão e ferir gravemente seu assistente, Clarence Dally. Dally tornou-se um entusiasta cobai humano para o projeto de fluoroscopia e foi exposto a uma dose tóxica de radiação; ele morreu mais tarde (aos 39 anos) devido a lesões relacionadas à exposição, incluindo câncer mediastinal.
Em 1903, um Edison abalado disse: "Não me fale sobre raios X, eu tenho medo deles." No entanto, seu trabalho foi importante no desenvolvimento de uma tecnologia ainda usada hoje.

### Tasímetro
Edison inventou um dispositivo altamente sensível, que ele chamou de tasímetro, que media radiação infravermelha. Seu impulso para sua criação foi o desejo de medir o calor da coroa solar durante o eclipse solar total de 29 de julho de 1878. O dispositivo não foi patenteado, pois Edison não encontrou uma aplicação prática em massa para ele.

### Melhorias no telégrafo
A chave para a reputação inicial e o sucesso de Edison foi seu trabalho no campo da telegrafia. Com o conhecimento adquirido em anos de trabalho como operador de telégrafo, ele aprendeu os fundamentos da eletricidade. Isso, junto com seus estudos em química na Cooper Union, permitiu que ele fizesse sua primeira fortuna com o indicador de cotações, o primeiro sistema de transmissão baseado em eletricidade. Suas inovações também incluíram o desenvolvimento do quadruplex, o primeiro sistema que podia transmitir quatro mensagens simultaneamente através de um único fio.

### Cinema
Edison recebeu uma patente para uma câmera de cinema, chamada de "Cinetógrafo". Ele fez o projeto eletromecânico, enquanto seu empregado William Kennedy Dickson, um fotógrafo, trabalhou no desenvolvimento fotográfico e óptico. Grande parte do crédito pela invenção pertence a Dickson. Em 1891, Thomas Edison construiu um Cinetoscópio ou visualizador de olho mágico. Este dispositivo foi instalado em arcadas, onde as pessoas podiam assistir a filmes curtos e simples. O cinetógrafo e o cinetoscópio foram exibidos publicamente pela primeira vez em 20 de maio de 1891.
Em abril de 1896, o Vitascópio de Thomas Armat, fabricado pela fábrica da Edison e comercializado em nome de Edison, foi usado para projetar filmes em exibições públicas em Nova York. Mais tarde, ele exibiu filmes com trilha sonora em gravações de cilindro, sincronizadas mecanicamente com o filme.
Oficialmente, o cinetoscópio entrou na Europa quando o rico empresário americano Irving T. Bush (1869–1948) comprou uma dúzia de máquinas da Continental Commerce Company de Frank Z. Maguire e Joseph D. Baucus. Bush colocou, a partir de 17 de outubro de 1894, os primeiros cinetoscópios em Londres. Ao mesmo tempo, a empresa francesa Kinétoscope Edison Michel et Alexis Werner comprou essas máquinas para o mercado na França. Nos últimos três meses de 1894, a Continental Commerce Company vendeu centenas de cinetoscópios na Europa (ou seja, Holanda e Itália). Na Alemanha e na Áustria-Hungria, o cinetoscópio foi introduzido pela Deutsche-österreichische-Edison-Kinetoscop Gesellschaft, fundada por Ludwig Stollwerck da Schokoladen-Süsswarenfabrik Stollwerck & Co de Colônia.
Os primeiros cinetoscópios chegaram à Bélgica nas Feiras no início de 1895. A Edison's Kinétoscope Français, uma empresa belga, foi fundada em Bruxelas em 15 de janeiro de 1895, com direitos para vender cinetoscópios em Mônaco, França e colônias francesas. Os principais investidores eram industriais belgas. Em 14 de maio de 1895, a Edison's Kinétoscope Belge foi fundada em Bruxelas. O empresário Ladislas-Victor Lewitzki, residente em Londres mas ativo na Bélgica e França, liderou a iniciativa. Ele mantinha contatos com Léon Gaumont e a American Mutoscope and Biograph Co. Em 1898, tornou-se acionista da Biograph and Mutoscope Company para a França.
O estúdio cinematográfico de Edison produziu quase 1.200 filmes, em sua maioria curtas-metragens exibindo desde acrobatas até incêndios, incluindo títulos como O Espirro de Fred Ott (1894), O Beijo (1896), O Grande Roubo do Trem (1903), Alice no País das Maravilhas (1910) e a primeira adaptação de Frankenstein em 1910. Em 1903, quando os donos do Luna Park, Coney Island anunciaram a execução da elefante Topsy por estrangulamento, envenenamento e eletrocussão (sendo esta última o método efetivo), a Edison Manufacturing enviou uma equipe para filmar o evento, lançando-o no mesmo ano como Eletrocutando um Elefante.
Com a expansão da indústria cinematográfica, concorrentes copiavam e exibiam os filmes uns dos outros rotineiramente. Para proteger os direitos autorais, Edison depositou cópias em tiras de papel fotográfico no Escritório de direitos autorais dos EUA. Muitas sobreviveram em melhor estado que os filmes da época.
Em 1908, Edison criou a Motion Picture Patents Company, conglomerado de nove grandes estúdios (conhecido como Edison Trust). Foi o primeiro membro honorário da Acoustical Society of America, fundada em 1929.
Edison declarou que seu filme favorito era O Nascimento de uma Nação. Criticou os "talkies": "Estragaram tudo. Não há boa atuação nas telas agora—concentram-se na voz e esqueceram de atuar. Percebo mais que vocês, porque sou surdo". Suas estrelas favoritas eram Mary Pickford e Clara Bow.

## Mineração
A partir do final da década de 1870, Edison interessou-se por mineração. Como minério de ferro de alta qualidade era escasso no leste dos EUA, ele desenvolveu um processo para extraí-lo de rochas de baixo teor, usando rolos e ímãs gigantes. Apesar do fracasso da Edison Ore Milling Company, ele reaproveitou equipamentos para produzir cimento.
Em 1901, Edison visitou uma exposição em Sudbury, Canadá, e descobriu depósitos de níquel e cobalto. Ele abandonou a mina em 1903, mas uma rua e o Edison Building em Falconbridge homenageiam sua passagem.

## Bateria recarregável

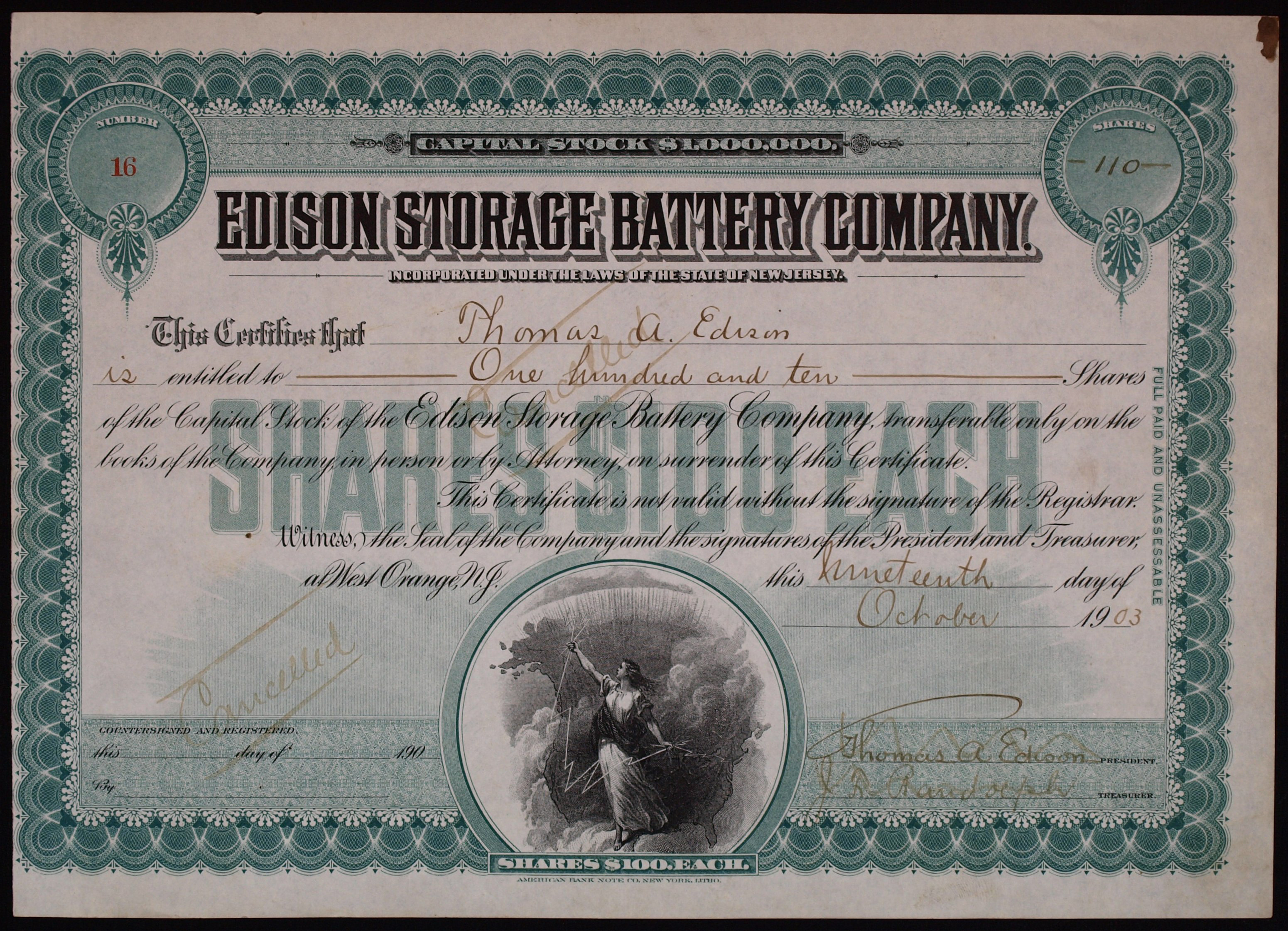
Ação da Edison Storage Battery Company, emitida em 19 de outubro de 1903

Nos anos 1890, Edison desenvolveu uma bateria recarregável mais leve e eficiente, inicialmente para fonógrafos e carros elétricos. Optou por uma bateria álcalina de níquel-ferro, patenteada em 1901. Apesar dos investimentos, a tecnologia foi superada por baterias de chumbo-ácido para motores de combustão interna.

## Química
Durante a Primeira Guerra Mundial, Edison produziu fenol—usado em discos de fonógrafo e explosivos—para suprir a escassez causada pelo bloqueio europeu. Seus laboratórios também fabricaram anilina e outros produtos químicos, lucrando com a demanda bélica.

## Telefone dos espíritos
Em 1920, Edison afirmou à American Magazine que trabalhava em um aparelho para comunicação com os mortos, baseado em princípios científicos. O projeto nunca foi divulgado, mas um capítulo perdido de seu diário, descoberto em 2015, detalha suas teorias sobre o tema.

## Últimos anos

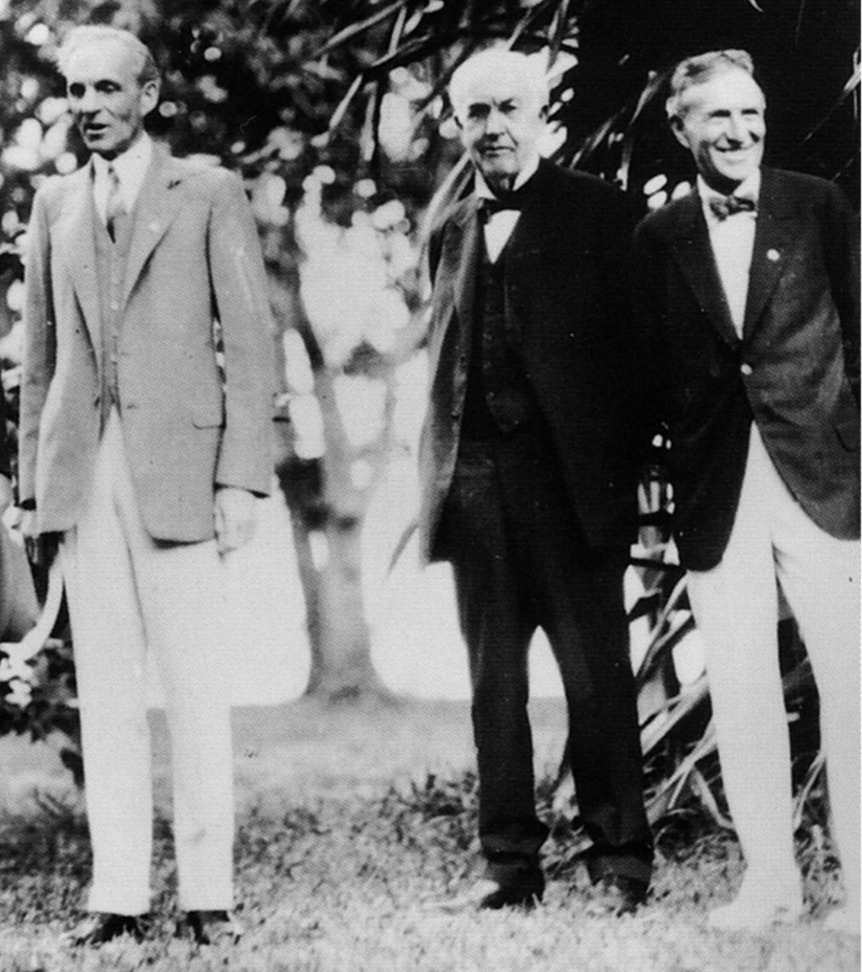
Da esquerda para a direita: Henry Ford, Edison e Harvey S. Firestone em Fort Myers, Flórida, em 11 de fevereiro de 1929

Edison manteve amizade com Henry Ford e Harvey Firestone, participando de acampamentos anuais entre 1914 e 1924. Em 1928, ingressou no Clube Civitan de Fort Myers, onde era ativo.
Em setembro de 1930, mesmo frágil, Edison conduziu o primeiro trem elétrico da Lackawanna Railroad em Nova Jersey, usando o sistema de corrente contínua que defendera. Uma placa na estação Hoboken da NJ Transit marca o evento.
Edison adotou uma dieta incomum em seus últimos anos, consumindo apenas um copo de leite a cada três horas, embora sua esposa Mina tenha negado que ele seguisse regimes radicais. Ele faleceu em 18 de outubro de 1931, em sua casa em Nova Jersey.

### Morte
Edison faleceu devido a complicações de diabetes em 18 de outubro de 1931, em sua casa, "Glenmont", no parque Llewellyn Park, em West Orange, Nova Jérsei, que ele havia comprado em 1886 como presente de casamento para Mina. O reverendo Stephen J. Herben oficiou o funeral; Edison está enterrado nos fundos da casa.
Diz-se que o último suspiro de Edison está preservado em um tubo de ensaio no museu The Henry Ford, próximo a Detroit. Supostamente, Henry Ford convenceu Charles Edison a selar um tubo de ensaio com ar do quarto do inventor logo após sua morte, como lembrança. Também foram feitas uma máscara mortuária de gesso e moldes das mãos de Edison. Mina faleceu em 1947.